# Sikorsky MH-60 Jayhawk
Sikorsky MH-60T Jayhawk (sprva HH-60J) je srednje velik dvomotorni helikopter, ki ga uporablja Ameriška obalna straža za iskanje in reševanje, se pa uporablja tudi za patruliranje in policijske operacije. Potovalna hitrost je okrog 135 do 140 kn (155 do 161 mph), čas leta po je okrog 6-7 ur. MH-60 je bil razvit kot zamenjava za HH-3F Pelican. MH-60 je član družine Sikorsky S-70, ki sama izhaja iz Sikorsky UH-60 Black Hawka. 

## Specifikacije (HH-60J)
Podatki iz USCG HH-60J information, Sikorsky S-70B Seahawk information, Globalsecurity.org HH-60J specifications
Splošne karakteristike
- Posadka: 4: 2 pilota in 2 reševalca
- Dolžina: 64 ft 10 in (19,76 m)
- Premer rotorja: 53 ft 8 in (16,36 m)
- Višina: 17 ft (5,18 m)
- Teža praznega letala: 14500 lb (6580 kg)
- Maks. vzletna teža: 21884 lb (9926 kg)
- Pogon letala: 2 ×  turbogredni motor General Electric T700-GE-401C, 1890 KM (1410 kW)  vsak

 Zmogljivost 
- Maks. hitrost: 180 vozlov (205 mph, 333 km/h)
- Potovalna hitrost: 140 vozlov (160 mph, 260 km/h)
- Doseg: 700 nmi (802 milj, 1300 km)
- Višina leta: 5000 ft (lebdenje) (1520 m)

Oborožitev

- 1 x 0.308 in (7,62 mm) M240H
- 1 x 0.50 in (12,7 mm) Barrett M82 polavtomatska puška